# Below (film)
Below är en amerikansk skräckfilm från 2002 i regi av David Twohy, med Matthew Davis, Bruce Greenwood, Holt McCallany och Dexter Fletcher i rollerna.

## Handling
Below utspelar sig under andra världskriget. Den amerikanska ubåten Tiger Shark är på uppdrag i Atlanten, och ska precis dra sig tillbaka till deras bas i Connecticut när den får order om att ta ombord tre överlevande från ett torpederat brittiskt sjukhusskepp. Besättningen får en stor chock när en av de överlevande är en kvinnlig sjuksköterska, då det enligt en gammal sägen betyder otur att ha en kvinna ombord på ett skepp. 
Oturen infinner sig snart, och ubåten klarar inte längre av att stiga till ytan, vilket gör att besättningen riskerar få syrebrist. Situationen förvärras när den nya förföriska passageraren börjar ställa frågor om ett tidigare dödsfall på ubåten. Snart räcker det inte för manskapet att kämpa mot enbart fienden. De måste också kämpa för att bevara sitt förnuft när underliga ljud, oförklarliga händelser och dödsolyckor gör hemresan till Amerika till en mardröm.

## Rollista
| Bruce Greenwood      | – Löjtnant Brice        |
| Matt Davis           | – Douglas Odell         |
| Olivia Williams      | – Ms Claire Paige       |
| Dexter Fletcher      | – Kingsley              |
| Jason Flemyng        | – Stumbo                |
| Zach Galifianakis    | – Weird Wally           |
| Scott Foley          | – Löjtnant Steven Corrs |
| Holt McCallany       | – Löjtnant Paul Loomis  |
| Nick Chinlund        | – Chief                 |
| Andrew Howard        | – Hog                   |
| Christoffer Fairbank | – Pappy                 |